# NHL 1988/89
Die NHL-Saison 1988/89 war die 72. Spielzeit in der National Hockey League. 21 Teams spielten jeweils 80 Spiele. Den Stanley Cup gewannen die Calgary Flames nach einem 4:2-Erfolg in der Finalserie gegen die Montréal Canadiens. Es war Calgarys erste und ihre bislang einzige Meisterschaft. Außerdem gelang es Calgary als bisher einziges Team, den Titelgewinn durch den entscheidenden Sieg in Montreal im Heimstadion der Canadiens sicherzustellen.
Am 9. August 1988 transferierten die Edmonton Oilers NHL-Superstar Wayne Gretzky zu den Los Angeles Kings. In Kalifornien löste „The Great One“ einen Eishockeyboom aus und etablierte sein neues Team unter den besten Mannschaften der Liga. Die Art Ross Trophy gewann allerdings die zweite Saison in Folge Mario Lemieux von den Pittsburgh Penguins. „Super Mario“  führte die NHL mit 85 Toren und 199 Punkten an.
Die Buffalo Sabres verhalfen Alexander Mogilny zur Flucht nach Nordamerika, was in der UdSSR für großen Ärger sorgte. Dennoch entschied man sich nun, verdienten Spielern die Türen in die NHL zu öffnen, darunter die Verteidiger Wjatscheslaw Fetissow und Alexei Kassatonow sowie die „KLM-Reihe“ Wladimir Krutow, Igor Larionow und Sergei Makarow.

## Reguläre Saison

### Abschlusstabellen
Abkürzungen: W = Siege, L = Niederlagen, T = Unentschieden, GF= Erzielte Tore, GA = Gegentore, Pts = Punkte

#### Wales Conference
| Adams Division     | W  | L  | T  | GF  | GA  | Pts |
| ------------------ | -- | -- | -- | --- | --- | --- |
| Montréal Canadiens | 53 | 18 | 9  | 315 | 218 | 115 |
| Boston Bruins      | 37 | 29 | 14 | 289 | 256 | 88  |
| Buffalo Sabres     | 38 | 35 | 7  | 291 | 299 | 83  |
| Hartford Whalers   | 37 | 38 | 5  | 299 | 290 | 79  |
| Québec Nordiques   | 27 | 46 | 7  | 269 | 342 | 61  |

| Patrick Division    | W  | L  | T  | GF  | GA  | Pts |
| ------------------- | -- | -- | -- | --- | --- | --- |
| Washington Capitals | 41 | 29 | 10 | 305 | 259 | 92  |
| Pittsburgh Penguins | 40 | 33 | 7  | 347 | 349 | 87  |
| New York Rangers    | 37 | 35 | 8  | 310 | 307 | 82  |
| Philadelphia Flyers | 36 | 36 | 8  | 307 | 285 | 80  |
| New Jersey Devils   | 27 | 41 | 12 | 281 | 325 | 66  |
| New York Islanders  | 28 | 47 | 5  | 265 | 325 | 61  |

#### Campbell Conference
| Norris Division       | W  | L  | T  | GF  | GA  | Pts |
| --------------------- | -- | -- | -- | --- | --- | --- |
| Detroit Red Wings     | 34 | 34 | 12 | 313 | 316 | 80  |
| St. Louis Blues       | 33 | 35 | 12 | 275 | 285 | 78  |
| Minnesota North Stars | 27 | 37 | 16 | 258 | 278 | 70  |
| Chicago Blackhawks    | 27 | 41 | 12 | 297 | 335 | 66  |
| Toronto Maple Leafs   | 28 | 46 | 6  | 259 | 342 | 62  |

| Smythe Division   | W  | L  | T  | GF  | GA  | Pts |
| ----------------- | -- | -- | -- | --- | --- | --- |
| Calgary Flames    | 54 | 17 | 9  | 354 | 226 | 117 |
| Los Angeles Kings | 42 | 31 | 7  | 376 | 335 | 91  |
| Edmonton Oilers   | 38 | 34 | 8  | 325 | 306 | 84  |
| Vancouver Canucks | 33 | 39 | 8  | 251 | 253 | 74  |
| Winnipeg Jets     | 26 | 42 | 12 | 300 | 355 | 64  |

### Beste Scorer
Bester Scorer war Mario Lemieux der für seine 199 Punkte mit 85 Toren den Grundstein legte. Auch bei den Vorlagen übertraf niemand Lemieuxs Marke von 114, Wayne Gretzky erreichte diese jedoch auch. Auch in Überzahl mit 31 Toren und in Unterzahl mit 13 Toren war Lemieux  der Beste. Mit einem Schnitt von 28 Prozent landete fast jeder dritte Schuss von Rob Brown im Tor. Keiner schoss öfter als Steve Yzerman mit 388 Versuchen aufs Tor. Der böse Bube der Saison war Tim Hunter mit 375 Strafminuten. Erfolgreichster Verteidiger war Paul Coffey mit 30 Toren, 83 Vorlagen und 113 Punkten.
Abkürzungen: GP = Spiele, G = Tore, A = Assists, Pts = Punkte
Abkürzungen: Sp = Spiele, T = Tore, V = Assists, Pkt = Punkte, +/− = Plus/Minus, SM = Strafminuten; Fett: Turnierbestwert
| Spieler         | Mannschaft  | Sp | T  | V   | Pkt | +/− | SM  |
| --------------- | ----------- | -- | -- | --- | --- | --- | --- |
| Mario Lemieux   | Pittsburgh  | 76 | 85 | 114 | 199 | +41 | 100 |
| Wayne Gretzky   | Los Angeles | 78 | 54 | 114 | 168 | +15 | 26  |
| Steve Yzerman   | Detroit     | 80 | 65 | 90  | 155 | +17 | 61  |
| Bernie Nicholls | Los Angeles | 79 | 70 | 80  | 150 | +30 | 96  |
| Rob Brown       | Pittsburgh  | 68 | 49 | 66  | 115 | +27 | 118 |
| Paul Coffey     | Pittsburgh  | 75 | 30 | 83  | 113 | −10 | 193 |
| Joe Mullen      | Calgary     | 79 | 51 | 59  | 110 | +51 | 16  |
| Jari Kurri      | Edmonton    | 76 | 44 | 58  | 102 | +19 | 69  |
| Jimmy Carson    | Edmonton    | 80 | 49 | 51  | 100 | +3  | 36  |
| Luc Robitaille  | Los Angeles | 78 | 46 | 52  | 98  | +5  | 65  |

### Beste Torhüter
Abkürzungen: GP = Spiele, TOI = Eiszeit (in Minuten), W = Siege, L = Niederlagen, T = Unentschieden, GA = Gegentore, SO = Shutouts, Sv% = gehaltene Schüsse (in %), GAA = Gegentorschnitt; Fett: Saisonbestwert
| Spieler       | Team       | GP | TOI  | W  | L  | T | GA  | SO | Sv%   | GAA  |
| ------------- | ---------- | -- | ---- | -- | -- | - | --- | -- | ----- | ---- |
| Patrick Roy   | Montreal   | 48 | 2744 | 33 | 5  | 6 | 113 | 4  | 0,908 | 2,47 |
| Mike Vernon   | Calgary    | 52 | 2938 | 37 | 6  | 5 | 130 | 0  | 0,897 | 2,65 |
| Pete Peeters  | Washington | 33 | 1854 | 20 | 7  | 3 | 88  | 4  | 0,889 | 2,85 |
| Brian Hayward | Montreal   | 36 | 2091 | 20 | 13 | 3 | 101 | 1  | 0,887 | 2,90 |
| Rick Wamsley  | Calgary    | 35 | 1927 | 17 | 11 | 4 | 95  | 2  | 0,881 | 2,96 |

### Beste Rookiescorer
Bester Scorer unter den Rookies war Brian Leetch, der mit 48 Vorlagen und 71 Punkten die Scorerliste anführte. Tony Granato war mit 36 Treffern der erfolgreichste Torschütze unter den Neulingen. Die Plus/Minus-Wertung der Rookies führte Craig Janney mit +20 an. Der böse Bube unter den Rookies war Pittsburghs Jay Caufield mit 285 Strafminuten.
Abkürzungen: Sp = Spiele, T = Tore, V = Assists, Pkt = Punkte, +/− = Plus/Minus, SM = Strafminuten; Fett: Turnierbestwert
| Spieler       | Mannschaft   | Sp | T  | V  | Pkt | +/− | SM  |
| ------------- | ------------ | -- | -- | -- | --- | --- | --- |
| Brian Leetch  | NY Rangers   | 68 | 23 | 48 | 71  | +8  | 50  |
| Tony Granato  | NY Rangers   | 78 | 36 | 27 | 63  | +17 | 140 |
| Joe Sakic     | Quebec       | 70 | 23 | 39 | 62  | −36 | 24  |
| Craig Janney  | Boston       | 62 | 16 | 46 | 62  | +20 | 12  |
| Trevor Linden | Vancouver    | 80 | 30 | 29 | 59  | −10 | 41  |
| David Volek   | NY Islanders | 77 | 25 | 34 | 59  | −11 | 24  |
| Scott Young   | Hartford     | 76 | 19 | 40 | 59  | −21 | 27  |

## Stanley-Cup-Playoffs
|  | Division-Halbfinale | Division-Halbfinale   | Division-Halbfinale |                     |                       | Division-Finale | Division-Finale              | Division-Finale |  |  | Conference-Finale | Conference-Finale | Conference-Finale |  |  | Stanley-Cup-Finale | Stanley-Cup-Finale | Stanley-Cup-Finale |
|  |                     |                       |                     |                     |                       |                 |                              |                 |  |  |                   |                   |                   |  |  |                    |                    |                    |
|  | A1                  | Canadiens de Montréal | 4                   |                     |                       |                 |                              |                 |  |  |                   |                   |                   |  |  |                    |                    |                    |
|  | A4                  | Hartford Whalers      | 0                   |                     |                       |                 |                              |                 |  |  |                   |                   |                   |  |  |                    |                    |                    |
|  | A4                  | Hartford Whalers      | 0                   | A1                  | Canadiens de Montréal | 4               |                              |                 |  |  |                   |                   |                   |  |  |                    |                    |                    |
|  |                     |                       |                     | A1                  | Canadiens de Montréal | 4               |                              |                 |  |  |                   |                   |                   |  |  |                    |                    |                    |
|  |                     |                       | A2                  | Boston Bruins       | 1                     |                 |                              |                 |  |  |                   |                   |                   |  |  |                    |                    |                    |
|  | A2                  | Boston Bruins         | A2                  | Boston Bruins       | 1                     | 4               |                              |                 |  |  |                   |                   |                   |  |  |                    |                    |                    |
|  | A2                  | Boston Bruins         |                     |                     |                       | 4               |                              |                 |  |  |                   |                   |                   |  |  |                    |                    |                    |
|  | A3                  | Buffalo Sabres        | 1                   |                     |                       |                 |                              |                 |  |  |                   |                   |                   |  |  |                    |                    |                    |
|  | A3                  | Buffalo Sabres        | 1                   | A1                  | Canadiens de Montréal | 4               |                              |                 |  |  |                   |                   |                   |  |  |                    |                    |                    |
|  |                     |                       |                     | A1                  | Canadiens de Montréal | 4               | Prince of Wales Conference   |                 |  |  |                   |                   |                   |  |  |                    |                    |                    |
|  |                     | P4                    | Philadelphia Flyers | 2                   |                       |                 |                              |                 |  |  |                   |                   |                   |  |  |                    |                    |                    |
|  | P1                  | P4                    | Philadelphia Flyers | 2                   | Washington Capitals   | 2               |                              |                 |  |  |                   |                   |                   |  |  |                    |                    |                    |
|  | P1                  |                       |                     |                     | Washington Capitals   | 2               |                              |                 |  |  |                   |                   |                   |  |  |                    |                    |                    |
|  | P4                  | Philadelphia Flyers   | 4                   |                     |                       |                 |                              |                 |  |  |                   |                   |                   |  |  |                    |                    |                    |
|  | P4                  | Philadelphia Flyers   | 4                   | P4                  | Philadelphia Flyers   | 4               |                              |                 |  |  |                   |                   |                   |  |  |                    |                    |                    |
|  |                     |                       |                     | P4                  | Philadelphia Flyers   | 4               |                              |                 |  |  |                   |                   |                   |  |  |                    |                    |                    |
|  |                     |                       | P2                  | Pittsburgh Penguins | 3                     |                 |                              |                 |  |  |                   |                   |                   |  |  |                    |                    |                    |
|  | P2                  | Pittsburgh Penguins   | P2                  | Pittsburgh Penguins | 3                     | 4               |                              |                 |  |  |                   |                   |                   |  |  |                    |                    |                    |
|  | P2                  | Pittsburgh Penguins   |                     |                     |                       |                 |                              |                 |  |  |                   |                   |                   |  |  |                    |                    |                    |
|  | P3                  | New York Rangers      | 0                   |                     |                       |                 |                              |                 |  |  |                   |                   |                   |  |  |                    |                    |                    |
|  | P3                  | New York Rangers      | 0                   | A1                  | Canadiens de Montréal | 2               |                              |                 |  |  |                   |                   |                   |  |  |                    |                    |                    |
|  |                     |                       |                     |                     |                       |                 |                              |                 |  |  |                   |                   |                   |  |  |                    |                    |                    |
|  |                     | S1                    | Calgary Flames      | 4                   |                       |                 |                              |                 |  |  |                   |                   |                   |  |  |                    |                    |                    |
|  | N1                  | S1                    | Calgary Flames      | 4                   | Detroit Red Wings     | 2               |                              |                 |  |  |                   |                   |                   |  |  |                    |                    |                    |
|  | N1                  |                       |                     |                     | Detroit Red Wings     | 2               |                              |                 |  |  |                   |                   |                   |  |  |                    |                    |                    |
|  | N4                  | Chicago Blackhawks    | 4                   |                     |                       |                 |                              |                 |  |  |                   |                   |                   |  |  |                    |                    |                    |
|  | N4                  | Chicago Blackhawks    | 4                   | N4                  | Chicago Blackhawks    | 4               |                              |                 |  |  |                   |                   |                   |  |  |                    |                    |                    |
|  |                     |                       |                     | N4                  | Chicago Blackhawks    | 4               |                              |                 |  |  |                   |                   |                   |  |  |                    |                    |                    |
|  |                     |                       | N2                  | St. Louis Blues     | 1                     |                 |                              |                 |  |  |                   |                   |                   |  |  |                    |                    |                    |
|  | N2                  | St. Louis Blues       | N2                  | St. Louis Blues     | 1                     | 4               |                              |                 |  |  |                   |                   |                   |  |  |                    |                    |                    |
|  | N2                  | St. Louis Blues       |                     |                     |                       | 4               |                              |                 |  |  |                   |                   |                   |  |  |                    |                    |                    |
|  | N3                  | Minnesota North Stars | 1                   |                     |                       |                 |                              |                 |  |  |                   |                   |                   |  |  |                    |                    |                    |
|  | N3                  | Minnesota North Stars | 1                   | N4                  | Chicago Blackhawks    | 1               |                              |                 |  |  |                   |                   |                   |  |  |                    |                    |                    |
|  |                     |                       |                     | N4                  | Chicago Blackhawks    | 1               | Clarence Campbell Conference |                 |  |  |                   |                   |                   |  |  |                    |                    |                    |
|  |                     | S1                    | Calgary Flames      | 4                   |                       |                 |                              |                 |  |  |                   |                   |                   |  |  |                    |                    |                    |
|  | S1                  | S1                    | Calgary Flames      | 4                   | Calgary Flames        | 4               |                              |                 |  |  |                   |                   |                   |  |  |                    |                    |                    |
|  | S1                  |                       |                     |                     |                       |                 |                              |                 |  |  |                   |                   |                   |  |  |                    |                    |                    |
|  | S4                  | Vancouver Canucks     | 3                   |                     |                       |                 |                              |                 |  |  |                   |                   |                   |  |  |                    |                    |                    |
|  | S4                  | Vancouver Canucks     | 3                   | S1                  | Calgary Flames        | 4               |                              |                 |  |  |                   |                   |                   |  |  |                    |                    |                    |
|  |                     |                       |                     | S1                  | Calgary Flames        | 4               |                              |                 |  |  |                   |                   |                   |  |  |                    |                    |                    |
|  |                     |                       | S2                  | Los Angeles Kings   | 0                     |                 |                              |                 |  |  |                   |                   |                   |  |  |                    |                    |                    |
|  | S2                  | Los Angeles Kings     | S2                  | Los Angeles Kings   | 0                     | 4               |                              |                 |  |  |                   |                   |                   |  |  |                    |                    |                    |
|  | S2                  | Los Angeles Kings     |                     |                     |                       |                 |                              |                 |  |  |                   |                   |                   |  |  |                    |                    |                    |
|  | S3                  | Edmonton Oilers       | 3                   |                     |                       |                 |                              |                 |  |  |                   |                   |                   |  |  |                    |                    |                    |

## NHL Awards und vergebene Trophäen
| Auszeichnung                   | Spieler                   | Team                |
| ------------------------------ | ------------------------- | ------------------- |
| Art Ross Trophy                | Mario Lemieux             | Pittsburgh Penguins |
| Bill Masterton Memorial Trophy | Tim Kerr                  | Philadelphia Flyers |
| Budweiser/NHL Man of the Year  | Lanny McDonald            | Calgary Flames      |
| Calder Memorial Trophy         | Brian Leetch              | New York Rangers    |
| Conn Smythe Trophy             | Al MacInnis               | Calgary Flames      |
| Dodge Performer of the Year    | Mario Lemieux             | Pittsburgh Penguins |
| Dodge Ram Tough Award          | Mario Lemieux             | Pittsburgh Penguins |
| Frank J. Selke Trophy          | Guy Carbonneau            | Montréal Canadiens  |
| Hart Memorial Trophy           | Wayne Gretzky             | Los Angeles Kings   |
| Jack Adams Award               | Pat Burns                 | Montréal Canadiens  |
| James Norris Memorial Trophy   | Chris Chelios             | Montréal Canadiens  |
| King Clancy Memorial Trophy    | Bryan Trottier            | New York Islanders  |
| Lady Byng Memorial Trophy      | Joe Mullen                | Calgary Flames      |
| Lester B. Pearson Award        | Steve Yzerman             | Detroit Red Wings   |
| Vezina Trophy                  | Patrick Roy               | Montréal Canadiens  |
| William M. Jennings Trophy     | Brian Hayward Patrick Roy | Montréal Canadiens  |
| Presidents’ Trophy             | Presidents’ Trophy        | Calgary Flames      |
| Prince of Wales Trophy         | Prince of Wales Trophy    | Montréal Canadiens  |
| Clarence S. Campbell Bowl      | Clarence S. Campbell Bowl | Calgary Flames      |
| Stanley Cup                    | Stanley Cup               | Calgary Flames      |